# Kościół bł. Bronisławy w Miedzianej
Kościół bł. Bronisławy – rzymskokatolicki kościół filialny w Miedzianej. Świątynia należy do parafii Matki Boskiej Anielskiej w Przyworach w dekanacie Kamień Śląski, diecezji opolskiej.

## Historia kościoła
Do 1981 roku Miedziana wraz z kościołem należała do parafii św. Jacka w Kamieniu Śląskim. 2 sierpnia 1981 roku wraz z powstaniem parafii w Przyworach, kościół stał się filialnym nowo powstałej parafii.